# Searchwater

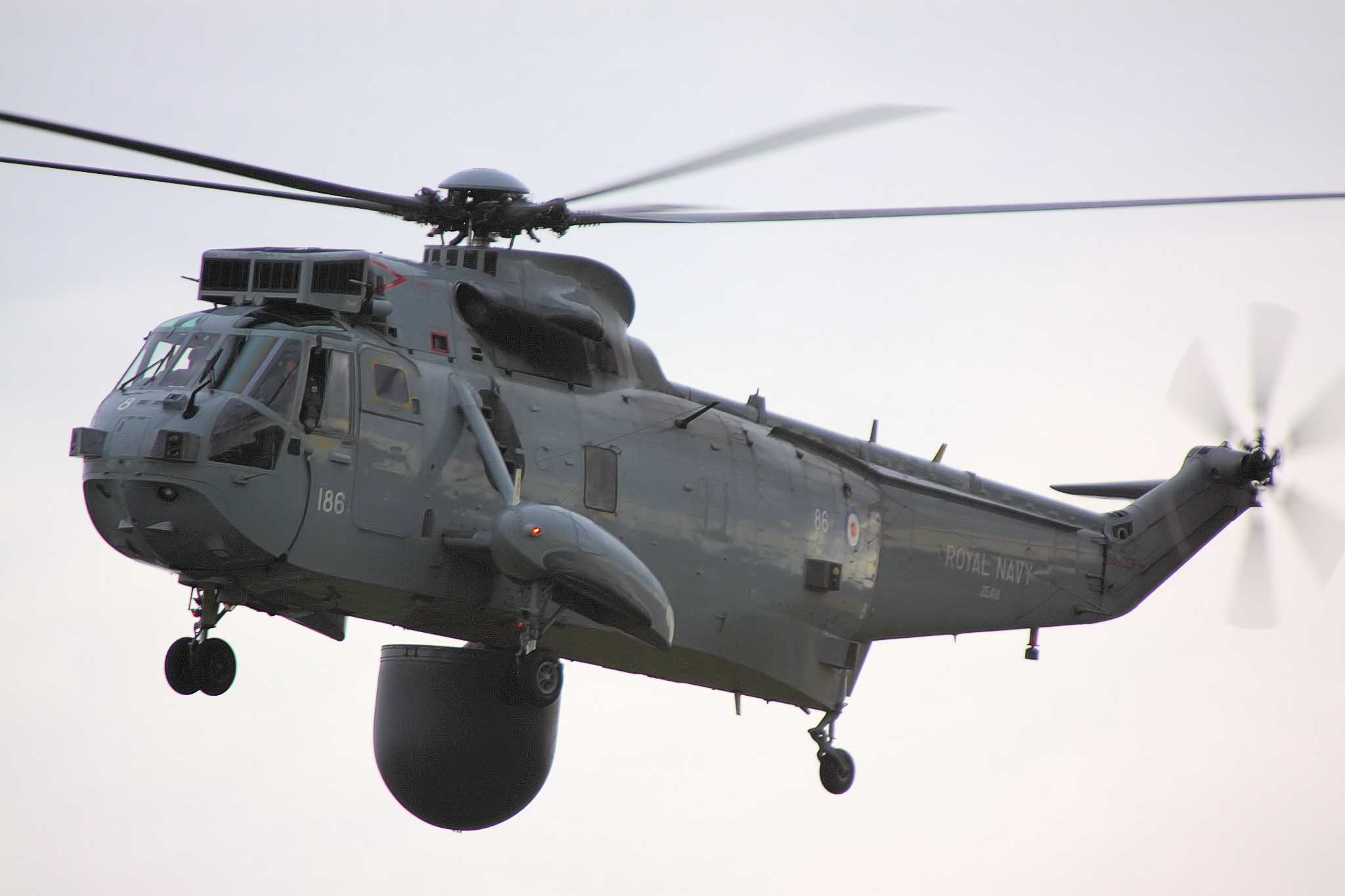
Um Sea King HAS.2 da Marinha Real com um radar Searchwater em um radome dobrável.

O radar Searchwater é um aparelho de vigilância marítima. Este tipo de radar foi usado pela Força Aérea Real no Hawker Siddeley Nimrod MR2 desde os anos 70.
Com o Fairey Gannet AEW.3 a sair de serviço em 1978, houve uma lacuna de AEW (airborne early warning), o que fez com que durante a Guerra das Ilhas Malvinas, vários navios se perdessem em alto mar. A necessidade de um radar fez com que se criasse um projecto com grande celeridade para se equipar helicópteros Westland Sea King com um radar denominado Searchwater LAST (Low Altitude Surveillance Task). O radar estaria preso à aeronave através de um apoio metálico rotativo, que permitia que a aeronave voasse com o radar por baixo da fuselagem, e quando fosse preciso aterrar, o radar seria elevado na fuselagem para não tocar no chão.

## Variantes
- Searchwater: o primeiro modelo, anti-submarino e anti-superfície , porém incapaz de realizar missões ar-ar
- Searchwater AEW: modelo para helicópteros
- Skymaster: capacidade ar-ar adicionada
- Searchwater 2000: upgrade de todos os modelos anteriores
- Searchwater 2000 AEW: modelo operacional mais recente
- Searchwater 2000 MR: modelo pretendido para ser equipado no Nimrod MRA4; com a aeronave cancelada e transformada em sucata, o seu destino ainda é incerto.
- Searchwater ASaC: o ultimo da família searchwater, capaz de detectar movimento no solo e com capacidade de indicar alvos, podendo ser usado em terra ou no mar.